# Stanisław Kubista
Stanisław Kubista (Kostuchna, 27 settembre 1898 – Campo di concentramento di Sachsenhausen, 26 aprile 1940) è stato un religioso polacco, beatificato nel 1999 da Giovanni Paolo II.

## Biografia
Stanisław Kubista nacque a Kostuchna, presso Mikołów, nel 1898, quinto dei nove figli di Stanisław and Franciszka Czempsk. Dopo aver prestato servizio sul fronte francese come operatore del telegrafo e della radio durante la prima guerra mondiale, nel 1929 fu ordinato sacerdote ed entrò nella Società del Verbo Divino. Scrittore dotato sia in tedesco che in polacco, fu autore di qualche opera teatrale.
Dopo l'invasione della Polonia, fu arrestato il 27 ottobre 1939 e poi trasferito nel campo di concentramento di Sachsenhausen il 9 aprile successivo. Durante il viaggio contrasse un raffreddore che degenerò in polmonite e soffriva anche di colite. Diciassette giorni dopo il suo arrivo al campo fu ucciso da un ufficiale nazista che, considerandolo inabile al lavoro, lo calpestò fino a rompergli la clavicola e soffocarlo. Fu sepolto in una fossa comune.

## Culto
Fu beatificato da Giovanni Paolo II il 13 giugno 1999 insieme ad altri 107 martiri polacchi.
La sua ricorrenza si celebra il 26 aprile, anniversario della sua morte.